# هوکان اریکسون (ورزشکار)
هوکان اریکسون (انگلیسی: Håkan Eriksson؛ زادهٔ ۲۴ ژانویهٔ ۱۹۵۶) بازیکن هاکی روی یخ اهل سوئد است.